# Söderåkra
Edsbyn è una città della Svezia, frazione del comune di Torsås, nella contea di Kalmar. Ha una popolazione di 963 abitanti.